# Julio César Meza
Julio César Meza Leones, (Cartagena, Bolívar; 13 de septiembre de 1980) es un cantante, compositor, bailarín y actor colombiano, fue el ganador de El Factor X en su primera temporada, en 2005 fue un concurso producido por el canal RCN Televisión que busca nuevos talentos del canto y la música. Alcanzó un Disco de Oro en 2006 en su primera semana de ventas y a los dos meses obtuvo el Disco de Platino. Hoy sigue con su carrera musical bajo el mando de Wilfran Castillo en el género Vallenato lanzando su nueva producción llamada Julio Canta Vallenato.

## Biografía
Julio nació en Cartagena el 13 de septiembre de 1980. 
Inició en la música a la edad de 17 años, participó en diversos grupos musicales, bailó y aprendió a tocar guitarra. 
Su infancia estuvo marcado por el abandono de su padre cuando él tenía 8 años y por la difícil situación económica que tuvo que afrontar junto a su mamá y sus demás hermanos. Es del barrio calamares.
Fue así como sólo hizo hasta quinto de primaria, vendió toda clase de productos en las calles y se desempeñó en oficios como la mecánica, la instalación de vidrios para carros, vendedor de mangos, mariachi, bailarín en la Guajira y Cartagena.
Después de salir de Cartagena se fue a vivir a la ciudad de Riohacha donde desarrolló todo tipo de actividades y en manos de Tony Márquez su mentor, estudió y escuchó otros géneros como el R&B, Soul y Jazz en donde ahora está más inclinado. A los 25 años llegó a Bogotá a participar en el Factor X. donde logró ser el ganador de este gran concurso en el 2005.
En el 2010 participó en la telenovela del Canal RCN Chepe Fortuna, donde interpretó a Julio Bolívar "Chipi Chipi", novela que se transmitió en 14 países.
En el 2017 protagonizó la novela Los Morales de Caracol Televisión en el papel de Miguel Morales. 

## Filmografía

### Televisión
- 2017 - Los Morales - Miguel Morales
- 2011-2012 - Tres milagros - Maicol
- 2010-2011 - Chepe Fortuna - Julio Bolívar "Chipi Chipi"

### Reality
- 2015 - Factor XF - Copresentador
- 2005 - Factor X - Concursante

## Durante El Factor X
Después de superar tres meses en los que se enfrentó a más de 45 mil personas que con sus voces y actos pretendían lograr un cupo en el programa, por fin llegó a la final donde compitió con Farina (cantante), otra de los fuertes aspirantes al título. Al final después de cantar su composición me hiciste sufrir, Julio fue elegido como ganador según las votaciones de miles de colombianos.

## Discografía
| Álbumes - 2006: Luchando - 2006: Nuestra tierra Vol. 2 - 2009: Culpable - 2013: Me siento perdido | Singles - 2006: Hasta los huesos - 2006: Que será - 2006: Regresa a mi (con Tony Márquez) - 2006: Me hiciste sufrir - 2007: Solo con palabras (con Farina) - 2009: Soñando despierto - 2010: Milagros - 2015: Loco por su amor - 2015: Confundido |

## Premios

### Premios India Catalina
| Año  | Categoría        | Reality  | Resultado |
| ---- | ---------------- | -------- | --------- |
| 2006 | Mejor Revelación | Factor X | Ganador   |